# Hypothecaire lening
Een hypothecaire lening, hypothecair krediet of lening met hypothecaire zekerheid is een geldlening waarbij een registergoed, bijvoorbeeld onroerend goed, als onderpand dient.
Als iemand geld leent voor de koop van een huis, en hij geeft het huis als onderpand, is hij eigenaar van het pand, geldnemer en hypotheekgever. De geldgever, meestal een financiële instelling, is de hypotheeknemer (hij verkrijgt het recht van hypotheek: eerste recht van verkoop). De bank is dus 'hypotheekhouder'.
In het gewone spraakgebruik wordt met hypotheek meestal een hypothecaire lening bedoeld.
De term hypotheek stamt van twee Griekse woorden, namelijk 'hypo' (onder) en 'theek' (théké, bewaarplaats).

## Financieel (Nederland)
Het overgrote deel van de hypotheken hangen samen met de aankoop van onroerend goed. De hypotheek als zekerheid voor de geldlening. Over het algemeen is het de bedoeling dat aan het eind van de looptijd de lening is terugbetaald.
De geldnemer betaalt voor de hypotheek:
- periodiek (bij woninghypotheken meestal maandelijks) rente;
- en eventueel aflossing.

#### Leningvormen
Fiscaal is, zoals geregeld in de Wet herziening fiscale behandeling eigen woning die inging in 2013, de annuïteitenhypotheek die in 30 jaar volledig wordt afgelost de norm. Een andere toegestane basisvorm is de lineaire hypotheek.
Tot en met 2012 was er een veelheid aan financieringsvormen met extra belastingvoordelen. Voor een deel zijn die sinds 2013 niet meer aantrekkelijk voor nieuwe gevallen. Hypotheekvormen die nog bestaan (en al of niet nog worden afgesloten in nieuwe gevallen):
- Aflossingsvrije hypotheek
- Spaarhypotheek (al of niet met banksparen)
- Beleggingshypotheek (al of niet met banksparen)
- Tophypotheek
- Overbruggingshypotheek
- Krediethypotheek
- Halalhypotheek
- Omkeerhypotheek

#### Rentevaste periode
Er is verschil tussen de looptijd, de tijdsduur waarbinnen een lening moet worden terugbetaald (15 / 20 / 25 of 30 jaar, in Nederland meestal 30 jaar), en de rentevaste periode: de periode waarop het afgesproken rentepercentage vast ligt. Die rentevaste periode kan variëren van "zeer kort" (bijvoorbeeld iedere maand wijzigbaar) tot aan de volledige looptijd van de lening. Een rentevaste periode van 10 jaar komt veel voor.
Hoe korter de rentevaste periode, hoe lager meestal de rente maar ook hoe groter de kans op variatie in de rente. De rente is namelijk continu onderhevig aan variatie. Met een langlopende rente loopt de geldlener niet het risico van onverwachte rentestijgingen, maar de prijs die daarvoor betaald wordt is een hogere rente en een boete op vervroegd aflossen.

## Maximale hypotheek en minimale aflossing (Nederland)
Sinds 2013 is van kracht de Tijdelijke regeling hypothecair krediet. De al eerder bestaande Gedragscode Hypothecaire Financieringen van de Nederlandse Vereniging van Banken is in verband hiermee aangepast.
De Regeling bepaalt voor het in de uitoefening van een beroep of bedrijf aanbieden van hypothecair krediet de inkomenscriteria en de maximale hoogte van het krediet in verhouding tot de waarde van de woning.

### Relatie tussen lasten en inkomen
De financieringslast (bruto rente en aflossing) van een hypothecair krediet mag niet hoger zijn dan een van het inkomen afhankelijk maximum. De financieringslast wordt hierbij berekend op basis van een hypothecair krediet met een annuïtair aflossingsschema met een looptijd van dertig jaar, ook als het hypothecair krediet een andere vorm of looptijd heeft.
Zie ook maximale hypotheek.

### Relatie tussen lening en waarde woning
De maximale hoogte van het hypothecair krediet ten opzichte van de waarde van de woning (loan-to-value ratio, LTV-ratio) bedraagt volgens de genoemde Tijdelijke regeling hypothecair krediet:
- 105 procent vanaf 1 januari 2013
- 104 procent vanaf 1 januari 2014
- 103 procent vanaf 1 januari 2015
- 102 procent vanaf 1 januari 2016
- 101 procent vanaf 1 januari 2017
- 100 procent vanaf 1 januari 2018

Er is in 2013 voorgesteld om dit geleidelijk te verlagen tot 80%, maar of dat in de toekomst ook daadwerkelijk gaat gebeuren is onzeker.

### Maximale hypotheek en NHG
De normen van de Nationale Hypotheek Garantie (NHG) rekenen met een woonquote; hoe hoger het inkomen, hoe groter het deel van het inkomen dat aan woonlasten uitgegeven mag worden. Veel geldgevers werken met dezelfde normen als NHG, of normen die er sterk op lijken. De NHG normen worden online gepubliceerd; geldgevers houden omwille van concurrentie hun normen geheim. Bekend is dat ze allemaal soepeler zijn dan die van de NHG, maar niet precies op welke punten.

### BKR en borgstelling
Naast de waarde van het onderpand is ook de financiële situatie van de geldlener van belang. De geldgever moet ervan uit kunnen gaan dat de lener de financiële verplichting onder normale omstandigheden kan nakomen. De leenhistorie zoals die (in Nederland) bij het Bureau Krediet Registratie (BKR) is vastgelegd kan een rol spelen. Als de geldverstrekker onvoldoende zeker is van zijn zaak kan aanvullende zekerheid worden gevraagd, bijvoorbeeld door borgstelling door een derde. Uiteraard kan ook de leenaanvraag worden afgewezen.
Net als iedere andere geldlening boven de 450 euro, wordt iedere hypotheek getoetst bij het BKR.

### Persoonlijke omstandigheden
Diverse details rondom de situatie van de hypotheekgever kunnen het proces beïnvloeden. Zo zal iemand met een vaste baan, die zijn proeftijd heeft afgesloten, een betere onderhandelingspositie hebben dan iemand met een tijdelijk contract. Een (kleine) ondernemer die korter dan drie jaren ondernemershistorie heeft zal ook problemen hebben bij het verkrijgen van de lening. Lopende verplichtingen, zoals alimentatie of andere leningen beïnvloeden het besteedbaar inkomen, bepalen dus mede het maximaal te lenen bedrag.

### Combinaties van leningen
Volgens het woonakkoord wordt het banken toegestaan om naast de gewone annuïteitenhypotheek met een looptijd van 30 jaar een tweede lening te verstrekken die naarmate de eerste wordt afgelost kan oplopen tot maximaal 50% van de waarde van de woning. Als het beide hypothecaire leningen zijn dan gelden de bovengenoemde regels van verplichte aflossing voor beide samen. Aan de voorwaarde dat de totale schuld na 30 jaar hoogstens 50 % van de marktwaarde van de woning op het moment van verstrekking van de hypothecaire financiering is is dan dus voldaan. Het voorschrift van de geleidelijkheid van de aflossing van het meerdere wordt niet nader gepreciseerd. Het is volgens een door de regering verstrekt voorbeeld bijvoorbeeld wel toegestaan dat de eerste zeven jaar de tweede schuld nihil blijft, terwijl in de vijf daaropvolgende jaren per saldo op beide leningen samen niet wordt afgelost, dus het geld van de aflossingen op de eerste lening wordt volledig geleend en dus bij de tweede schuld opgeteld.
De Belastingdienst kan twee samenhangende schulden (die bijvoorbeeld beide hypothecaire leningen zijn, gevestigd met één notariële akte) als één schuld beschouwen, waarmee de renteaftrek geheel kan vervallen. Goedgekeurd is echter dat de schulden in ieder geval fiscaal apart worden beschouwd als de rente op de eerste schuld marktconform is en niet ziet op andere rechten of verplichtingen dan de terbeschikkingstelling van de hoofdsom van deze eerste schuld, en dat het rentepercentage op de tweede schuld niet lager is dan het rentepercentage op de eerste schuld. Zo kan althans de rente op de eerste lening aftrekbaar zijn.
De combinatie van leningen wordt wel een Blokhypotheek genoemd, naar de minister die deze regeling heeft ingevoerd, of een duo-hypotheek. Er is weinig belangstelling bij aanbieders van hypothecaire leningen om het product aan te bieden. April 2018 kwam verzekeraar ASR met een dergelijk product.

#### Voorbeelden
Bij een looptijd van 30 jaar en een rente van 0,3% per maand is het maandbedrag bij annuïtaire aflossing (rente plus aflossing) per maand 0,45% van de hoofdsom. De eerste betaling is dus voor 2/3 rente en voor 1/3 aflossing. Het per saldo te betalen maandbedrag kan lager gemaakt worden door een bedrag bij te lenen. Als de totale schuld niet toe mag nemen kan na 1 maand maximaal 0,15% van de hoofdsom worden bijgeleend, namelijk het bedrag van de aflossing op de eerste lening. Per saldo wordt dan 0,3% van de hoofdsom betaald, namelijk alleen de rente. De eerste schuld bedraagt dan 99,85% van de hoofdsom, en de tweede 0,15%. Na nog een maand betaalt men 0,29955% van de hoofdsom aan rente over het restant van de eerste schuld, en (als bij de tweede lening hetzelfde rentetarief geldt) 0,00045% van de hoofdsom aan rente over de tweede schuld. Men lost 0,15045% van de hoofdsom af op de eerste schuld, en kan maximaal dit bedrag bijlenen. De tweede schuld bedraagt dan 0,30045% van de hoofdsom. Men betaalt zo op beide leningen de rente. De totale schuld blijft gelijk (per saldo lost men niet af), maar de schuld wordt geleidelijk overgeheveld van de eerste naar de tweede lening. De bruto maandlasten zijn de totale bruto rente, die zo gelijk blijft, maar een toenemend deel hiervan is niet aftrekbaar.
Na 231 maanden bedraagt de tweede schuld de helft van de hoofdsom; als de waarde van de woning gelijk is aan de hoofdsom bereikt de tweede schuld hierbij het maximum. Men kan dus bij de tweede lening niet meer bijlenen, maar blijft wel doorgaan met aflossen van de eerste lening. De bruto maandlasten worden nu 0,6% van de hoofdsom (een verdubbeling): van de eerste lening 0,45% (0,15% rente en 0,30% aflossing), van de tweede 0,15% (alleen rente). Na in totaal 30 jaar is de eerste lening afgelost, en resteert een schuld van 50% van de hoofdsom. Als deze niet wordt afgelost zijn de bruto maandlasten nu 0,15% van de hoofdsom. Per saldo is er dus een lening die gedurende 231 maanden niet wordt afgelost, dan in de loop van 129 maanden voor de helft (en wel steeds sneller, zodat ondanks de afnemende rente de maandlasten gelijk blijven), en daarna weer niet.
Meer gelijkmatige maandlasten (wat niet alleen voor de betrokkene maar ook voor de bank meer acceptabel is) worden bereikt door minder bij te lenen (per maand niet meer dan ruim 0,07% van de hoofdsom, de bruto maandlasten zijn dan iets minder dan 0,38% van de hoofdsom) zodat niet eerder dan na 30 jaar het maximum voor de tweede schuld wordt bereikt. Bruto komt dit op hetzelfde neer als een combinatie van een annuïtaire en een aflossingsvrije lening, elke voor de helft van de hoofdsom, maar netto is het eerste voordeliger omdat twee keer zoveel rente aftrekbaar is.

## Risico's bij hypotheken

### Waardeschommelingen
De waarde van een huis zal nooit gelijk blijven. Hoewel, over meerdere decennia gezien, de waarde van de gemiddelde woning (in nominale euro's uitgedrukt) duidelijk gestegen blijkt te zijn, zijn er ook periodes aan te wijzen waarin dit niet het geval was. Met name in periodes van hoge kapitaalmarktrente en een slechte conjunctuur kunnen aanmerkelijke waardedalingen optreden. De hypothecaire schuld blijft echter in nominale euro's luiden. Indien men op een dergelijk moment verkoopt, is er een kans dat de opbrengst van de verkoop niet de gehele schuld dekt. Een dergelijke overblijvende schuld aan de bank heet een restschuld. Wanneer de waarde van een huis beneden de uitstaande schuld is gedaald, zegt men ook wel dat het huis ´onder water´ staat. Typische situaties waarin dit zich kan voordoen is wanneer men in een economische recessie de baan kwijtraakt waardoor men de hypotheek niet langer kan betalen, of wanneer men van de partner scheidt. Een bank zal dan alleen meewerken aan de verkoop indien er afspraken worden gemaakt of zekerheid wordt gegeven dat de restschuld terugbetaald, hoewel een bank ook in overweging zal nemen dat één vogel in de hand beter is dan tien in de lucht.
Wanneer een huis gedwongen verkocht (geëxecuteerd) wordt, is er ook een waardedrukkend effect omdat de markt weet dat de koper snel van het huis af wil. Om deze reden komt het veel voor dat banken de koper eerst de kans geven het huis zelf onderhands, in overleg met de bank, te verkopen.

### Hefboomwerking
Bij een hypotheek is er dus sprake van een aanschaf van een object waarvan de waarde kan wijzigen (zowel positief als negatief), hetgeen gefinancierd wordt met een lening waarvan de waarde (behoudens aflossingen) gelijk blijft. Alle waardestijging boven de lening plus rente is derhalve winst voor de eigenaar. In de financiële wereld staat een dergelijke situatie bekend als hefboomwerking of "leverage": de waarde van het verschil tussen die twee bedragen (de "overwaarde") fluctueert met de waarde van de woning, doch die fluctuatie is procentueel veel sterker en kan ook negatief worden. Als de waarde van het object beneden de schuldverplichtingen daalt, zal men zelfs na het te gelde maken van het object de bank nog geld verschuldigd zijn (restschuld).
Bij een beleggingshypotheek is tevens sprake van een risico doordat de waarde van het beleggingsdepot niet noodzakelijkerwijs toereikend hoeft te zijn om de hypotheekschuld mee af te lossen. Daardoor is bij deze hypotheekvorm in feite sprake van een dubbele leverage.

### Risico rente
De hypotheekrente fluctueert. Er is een risico dat de rente daalt ten op zichten van de rente waarvoor te hypotheek is afgesloten. Met rentemiddeling of het oversluiten van de hypotheek kan tijdens de rentevaste periode de hypotheekrente worden verlaagd. Hier moet wel een boete voor worden betaald. Buiten Nederland is het gebruikelijk dat de rente maar beperkt of niet kan worden vastgelegd, een verhoging van de rente betekent daarmee ook een (significante) verhoging van de maandlasten. Daar staat tegenover dat vervroegd aflossen zonder boete altijd mogelijk is.

### Inkomen van de geldlener
Niet alleen de waarde van onroerend goed verandert, het inkomen van waaruit rente en aflossing betaald wordt zal in het algemeen ook fluctueren. Dit risico valt te verzekeren bijvoorbeeld met een arbeidsongeschiktheidverzekering en of een overlijdensrisicoverzekering.
Door de Vlaamse overheid wordt een gratis Verzekering gewaarborgd wonen aangeboden aan werkende personen (zowel werknemers als zelfstandigen) met een hypothecaire lening.

### Fiscale risico's
De fiscale faciliteiten hebben als keerzijde het risico dat ze minder gunstig worden. De netto maandelijkse lasten van een hypothecaire lening worden in hoge mate beïnvloed door de fiscale behandeling van de betaalde rente (hypotheekrenteaftrek) en van de eventuele opgebouwde spaar- of beleggingsdepots ten behoeve van de uiteindelijke aflossing. Fiscale voordelen van een leningsvorm kunnen bij een wijziging van de fiscale wetgeving sterk verminderen, en zelfs in een nadeel omslaan.
Bij de Wet herziening fiscale behandeling eigen woning gelden de hierbij ingevoerde nieuwe regels alleen bij een nieuwe hypotheek.

## Bescherming van de consument (Nederland)
Sinds 2007 geldt in Nederland de Wet Financieel Toezicht (WFT) en de Gedragscode Contactorgaan Hypothecaire Financiers (CHF). Om de consument te beschermen tegen onverantwoordelijk hoge hypotheekverstrekkingen, is in deze twee regelingen een aantal regels opgenomen omtrent "de zorgplicht" en de verplichting tot schriftelijke vastlegging hoe een advies voor een bepaalde hypotheek tot stand is gekomen. Wanneer de consument vindt dat hij/zij verkeerd is voorgelicht, kan deze een klacht indienen bij bijvoorbeeld het Kifid. De adviseur moet aantonen dat hij/zij een gedegen en verantwoord advies heeft gegeven aan de consument. De bewijslast ligt bij de adviseur.

## Plichten van de geldlener
De aanschaf van een huis en de financiering daarvan is dikwijls een grote financiële beslissing. Het is aan te raden om in een vroeg stadium informatie in te winnen, geruime tijd voordat men op zoek gaat naar een huis.

## Hypotheeknemers (geldgevers)
De Nederlandse markt van hypotheken is van oudsher een markt die gedomineerd is door de grootbanken, maar dit is veranderd en het marktaandeel van de grootbanken is gedaald naar minder dan 50%. De banken moeten plaatsmaken voor een heel nieuwe groep hypotheekverstrekkers, die werkt met het geld van institutionele beleggers. Deze institutionele beleggers zien een goede beleggingskans in Nederlandse hypotheken, vanwege het lage risico en de grote betaaldiscipline in Nederland.

## Hypotheek (Verenigde Staten)
In de Verenigde Staten wordt een andere indeling gehanteerd. Bij de categorisatie wordt over het algemeen gebruikgemaakt van kredietscores van de hypotheekgever en de hoogte van de hypotheekverstrekking ten opzichte van de executiewaarde van het onderpand.
Prime-hypotheken
Hierbij wordt het geld geleend aan de meest kredietwaardige klanten. Deze hebben voldoende onderpand, geen aantekeningen op de kredietwaardigheid en hun inkomen is – onder normale omstandigheden - voldoende om de hypotheeklasten te voldoen. De risico’s voor de banken zijn laag en deze groep betaalt daardoor een relatief lage rente.
Alt-A-hypotheken
Bij deze hypotheken is er sprake van een beperkt onderpand en/of inkomenscontrole. Deze hypotheekklasse voor woningen in de VS is minder risicovol dan subprime-hypotheken, maar risicovoller dan de zogenoemde prime-hypotheken. De rente ligt meestal tussen die van de prime en subprime-hypotheek in.
Subprime-hypotheken
Hierbij wordt geld geleend aan hypotheekgevers die geen normale hypotheek kunnen krijgen omdat zij een aantekening in het kredietregister of geen of een beperkt inkomen hebben. De risico's voor de geldverstrekker zijn hierbij het hoogst en dus ook de rente die de hypotheekgever moet betalen. Deze leningen zijn aflossingsvrij en dienen in prinipe aan het eind van de looptijd in zijn geheel samen met samengestelde rente uit de verkoop van de woning betaald te worden.

Een belangrijk gegeven is dat in veel Amerikaanse staten banken slechts verhaal hebben op het verhypothekeerde goed, het huis. En kan dus in tegenstelling tot in Nederland geen restschuld ontstaan, en hierdoor kan men dan ook wanneer de waarde van de woning lager is dan de schuld, stoppen met het terugbetalen van de schuld. Het enige nadeel dat men hiervan heeft is een verlaagde kreditscore, maar de bank heeft geen verder verhaal op het vermogen. Toen tijdens de kredietcrisis veel mensen dit gingen doen, versterkte dit de waardedaling in de huizenmarkt en de verliezen bij banken.

## Trivia
- Een hypothecaire lening waarbij de afbetalingstermijn korter of langer wordt naargelang de rente daalt of stijgt, wordt in België een 'accordeonlening' of 'harmonicalening' genoemd.[9]